# Ossi Väänänen
Ossi Reijo Juhani Väänänen (18 sierpnia 1980 w Vantaa) – fiński hokeista, reprezentant Finlandii, dwukrotny olimpijczyk.
Jego brat Jarkko (ur. 1977) także został hokeistą.

## Kariera
- Jokerit U16 (1994-1995)
- Jokerit U18 (1995-1997)
- Jokerit U20 (1997-1999)
- Jokerit (1998-2000)
- Phoenix Coyotes (2000-2004)
- Jokerit (2004-2005)
- Colorado Avalanche (2005-2007)
- Djurgården IF (2007-2008)
- Philadelphia Flyers (2008-2009)
- Vancouver Canucks (2009)
- Dynama Mińsk (2010-2011)
- Jokerit (2011-2016)

Wychowanek klubu Kojootit. Przez wiele lat związany z klubem Jokerit. Od maja 2010 roku ponownie zawodnik tego klubu. W grudniu 2012 roku przedłużył umowę o trzy lata. Był kapitanem drużyny. W połowie 2016 ogłosił zakończenie kariery zawodniczej.
Uczestniczył w turniejach mistrzostw świata w 2001, 2003, 2005, 2008, 2009, 2010, 2011, 2012, 2013, Pucharu Świata 2004 oraz zimowych igrzysk olimpijskich 2002, 2014.

## Sukcesy
Reprezentacyjne
- Srebrny medal mistrzostw świata: 2001
- Srebrny medal Pucharu Świata: 2004
- Brązowy medal mistrzostw świata: 2008
- Złoty medal mistrzostw świata: 2011
- Brązowy medal zimowych igrzysk olimpijskich: 2014

Klubowe
- Srebrny medal mistrzostw Finlandii: 2000, 2005 z Jokeritem
- Brązowy medal mistrzostw Finlandii: 2012 z Jokeritem

Indywidualne
- Oddset Hockey Games 2012 skład gwiazd turnieju